# إدواردو رودريغيز (لاعب كرة طائرة)
إدواردو رودريغيز (15 ديسمبر 1971 - ) (بالإسبانية: Eduardo Rodríguez)‏ هو لاعب كرة طائرة الأرجنتين. شارك في الألعاب الأولمبية الصيفية 1996.

## وصلات خارجية
- إدواردو رودريغيز (لاعب كرة طائرة) على موقع أوليمبيديا (الإنجليزية)